# Epitola dubia
Epitola dubia är en fjärilsart som beskrevs av Jackson 1964. Epitola dubia ingår i släktet Epitola och familjen juvelvingar. Inga underarter finns listade i Catalogue of Life.